# 阿尔伯特·圣捷尔吉
阿尔伯特·纳扎波尔蒂·圣捷尔吉（1893年9月16日—1986年10月22日），匈牙利生物化學家。

## 生平
他因“与生物燃烧过程有关的发现，特别是关于维生素C和延胡索酸的催化作用”而获得了1937年的諾貝爾生理學或醫學獎。
他在第二次世界大戰參與抵抗納粹德國運動，戰後投入匈牙利政治。1947年共產黨執政後移居美國，於國立衛生研究院從事關於癌症的科學研究工作。